# Освалдо Ардилес
Освалдо Ардилес е аржентински треньор по футбол, бивш полузащитник. Световен шампион с националния отбор на Аржентина през 1978. Печели уважението на английската публика по време на престоя си в „Тотнъм“ (Лондон), където играе заедно с Глен Ходъл и сънародника си Рикардо Вила. След избухването на Фолклендската война (1982) той и Вила са върнати в Аржентина и пропускат по-голямата част от сезон 1982/83.

## Кариера

### Футболист
- 1969 – 1973: „Институто“ (Кордоба)
- 1974: „Белграно“ (Кордоба)
- 1975 – 1978: „Хуракан“
- 1978 – 1982: „Тотнъм“ (Лондон)
- 1982 – 1983: „Пари Сен Жермен“ (Париж)
- 1983 – 1988: „Тотнъм“ (Лондон)
- 1988 – 1989: „Блекбърн Роувърс“ (Блекбърн)
- 1989 – 1991: „Суиндън Таун“ (Суиндън)

### Треньор
- 1991 – 1992: „Нюкасъл Юнайтед“ (Нюкасъл на Тайн)
- 1992 – 1993: „Уест Бромич Албиън“ (Уест Бромич)
- 1993 – 1994: „Тотнъм“ (Лондон)
- 1995: „Депортиво Гуадалахара“ (Гуадалахара)
- 1996 – 1998: „Шимуцу Ес Пулс“ (Шизуока)
- 1999: „Динамо“ (Загреб)
- 2000 – 2001: „Йокохома Маринос“ (Йокохама)
- 2001: „Ал-Итихад“ (Йеда)
- 2002 – 2003: „Расинг“ (Буенос Айрес)
- 2003 – 2005: „Токио Верди 1969“ (Токио)

## Отличия

### Футболист
- 63 мача за националния отбор по футбол на Аржентина, участник и победител на световното първенство по футбол в Аржентина (1978).
- Носител на Купата на ФА (1981, 1982).
- Носител на Купата на УЕФА (1982).

### Треньор
- Извежда отбора на „Суиндън Таун“ в Първа дивизия през 1990.
- Извежда отбора на „Уест Бромич Албиън“ в Първа дивизия през 1993.
- Носител на Купа „Набиско“ с „Шимицу Ес Пулс“ през 1996.
- Носител на Токайска купа с „Шимицу Ес Пулс“ през 1996 и 1998.
- Шампион на Япония с „Йокохама Маринос“ през 2000.
- Носител на Купата на императора с „Токио Верди 1969“ през 2005.

|  | Тази страница частично или изцяло представлява превод на страницата Osvaldo Ardiles в Уикипедия на английски. Оригиналният текст, както и този превод, са защитени от Лиценза „Криейтив Комънс – Признание – Споделяне на споделеното“, а за съдържание, създадено преди юни 2009 година – от Лиценза за свободна документация на ГНУ. Прегледайте историята на редакциите на оригиналната страница, както и на преводната страница, за да видите списъка на съавторите. ВАЖНО: Този шаблон се отнася единствено до авторските права върху съдържанието на статията. Добавянето му не отменя изискването да се посочват конкретни източници на твърденията, които да бъдат благонадеждни. |